# Gustav-Hermann Seebold
Gustav-Hermann Seebold (* 1951 in Sprockhövel) ist ein deutscher Historiker und Archivar.
Seebold studierte Geschichtswissenschaften und Romanistik an der Universität Bochum. Seine wissenschaftliche Laufbahn begann er dort als Assistent von Hans Mommsen. Später war Seebold wissenschaftlicher Mitarbeiter beim Bundesarchiv und schließlich Leiter des Archivs für soziale Bewegungen an dem zur Bochumer Universität gehörenden Haus der Geschichte des Ruhrgebiets.

## Schriften
- Die Hitler-Breiting-Geheimgespräche als historische Quelle, Bochum 1975.
- Ein Stahlkonzern im Dritten Reich. Der Bochumer Verein 1927–1945, Wuppertal 1981.
- " ...der löblichen Apothekerkunst zugethan": zum 300jährigen Jubiläum der Alten Apotheke in Bochum 1691–1991, Bochum 1991.
- Struktureller Wandel und Politische Kultur. Kulturelles Leben in Bochum 1860–1990, Essen 1992.

| Personendaten    | Personendaten                     |
| ---------------- | --------------------------------- |
| NAME             | Seebold, Gustav-Hermann           |
| KURZBESCHREIBUNG | deutscher Historiker und Archivar |
| GEBURTSDATUM     | 1951                              |
| GEBURTSORT       | Sprockhövel                       |